# Banoberotha enigmatica
Banoberotha enigmatica (лат.) — ископаемый вид сетчатокрылых насекомых из рода Banoberotha  семейства беротиды (Berothidae). Обнаружены в нижнемеловых ливанских янтарях Азии (Jezzine, Ливан).
Вид был впервые описан в 1980 году палеоэнтомологом П. Уэйлли (Whalley P. E. S. 1980).
Вместе с другими ископаемыми видами сетчатокрылых насекомых, такими как Paraberotha acra, Libanosemidalis hammanaensis, Raptorapax terribilissima, Alloberotha petrulevicii, Sinosmylites rasnitsyni, Oisea celinea, Eorhachiberotha burmitica, Phthanoconis burmitica, Oloberotha sinica, Araripeberotha fairchildi, Ethiroberotha elongata, Caririberotha martinsi, Dasyberotha eucharis, Chimerhachiberotha acrasarii являются одними из древнейших представителей Neuroptera, что было показано в 2011 году при ревизии палеофауны палеоэнтомологами Владимиром Макаркиным (Биолого-почвенный институт ДВО РАН, Владивосток) и его китайскими коллегами Ц. Яном и Д. Жэнем (Qiang Yang, Dong Ren; College of Life Sciences, Capital Normal University, Пекин, Китай).